# Sinemys
Sinemys (лат.) — вымерший род скрытошейных черепах из вымершего семейства Sinemydidae, обитавший в нижнем меловом периоде, примерно 145—100,5 миллионов лет назад на территории Китая и Японии. Типовой род своего семейства. Это были всеядные пресноводные черепахи.

## Классификация
Род включает следующие 4 вида:
- Sinemys lens Wiman, 1930typus
- Sinemys chabuensis Ji and Chen, 2018
- Sinemys gamera Brinkman and Peng, 1993
- Sinemys wuerhoensis Yeh, 1973